# 서울종합운동장 야구장
서울종합운동장 야구장(서울綜合運動場 野球場, Seoul Sports Complex Baseball Stadium)은 대한민국 서울특별시 송파구 잠실동 서울종합운동장에 있는 야구장으로 흔히 잠실 야구장으로 불린다. 잠실야구장은 현재 두산 베어스와 LG 트윈스의 홈구장이다.
시즌 중에는 월요일과 우천일을 제외하고는 거의 매일 프로 야구 경기가 열린다. (2014년에는 인천아시안게임으로 주말경기가 우천 취소될 시 월요일에 재편성)
한편, 1983년 이후 매년 포스트시즌이 이 곳에서 개최되었지만 1991년에는 포스트시즌 경기가 없었다. 최근 현대자동차 본사 건물이 신축되면서 잠실야구장을 새로 지을 계획이 있다고 한다.

## 개요
제27회 세계야구선수권대회와 서울 올림픽의 야구 경기 메인 구장으로서 국제 경기 개최를 목적으로 1980년 4월 17일 착공되었다. 1986년에는 서울특별시로 연고지를 이전한 OB 베어스도 동대문야구장에서 이전하여 홈 구장으로 사용하게 되었으며, 1990년 3월 15일에 개장하면서 같은 해 MBC 청룡을 인수한 LG 트윈스의 홈 구장이 되었다.
한편, 서울 올림픽 기간 동안 OB 베어스와 MBC 청룡은 동대문야구장에서 홈경기를 치뤘으며 1989년 9월 16일부터 9월 23일까지 아시아 야구 선수권 대회가 잠실 야구장에서 열리는 바람에 그 기간 동안 MBC 청룡이 동대문야구장을 임시 홈구장으로 사용했는데 그 해 9월 24일 해태 타이거즈와의 더블헤더 2차전이 동대문야구장에서 열린 마지막 프로야구 경기였다.
아울러, OB 베어스는 1985년 4월 26일부터 4월 28일까지 삼성 라이온즈와, 5월 17일에 롯데 자이언츠, 6월 1일부터 6월 2일까지 해태 타이거즈와, 6월 5일에 삼미 슈퍼스타즈, 8월 13일과 같은 달 15일 삼성 라이온즈와 잠실에서 홈경기를 갖기도 했다.
이와 함께, 해태 타이거즈가 1982년 8월 7일부터 같은 달 8일까지 삼성 라이온즈와, 롯데 자이언츠가 1982년 9월 22일 OB 베어스와 더블헤더로 홈경기를 치르기도 했다.
홈에서 센터까지 125미터, 좌우 끝 펜스까지 100미터로 야구장 중에서는 대한민국 최대 규모이며, 같은 시기에 건설된 다른 야구장에 비해서도 넓은 편이다. 때문에 대한민국의 어떠한 구장보다도 홈런이 나오기 어렵고, 투수 친화적인 야구장으로 알려져 있다.
개장 당시에는 구형 전광판을 사용하였으며 1997년에 14.784m X 9.856m 규모의 이원 전광판으로 교체되었다. 이후 2009년 다시 전광판을 교체, 현재 센터 뒷편에 31.2×9.9m 규모의 LED 전광판이 설치되어 있으며, 와이드 컬러 스크린으로 좌측 부분에는 12회까지의 스코어, 선수명과 아웃 카운트를 표시하고 우측 부분에는 선수 정보와 동영상을 표시하지만 영상 재생, 주요 알림 등의 경우 전체를 단일한 화면으로 사용하기도 한다. 2017년 전광판 UI를 변경하여 타 구장 전광판처럼 전체 화면을 활용할 수 있도록 하였다.
개장 이후 첫 번째 경기는 우수 고교 초청 경기였으며, 경북고, 천안북일고, 군산상고, 부산고의 4팀이 출전했고 개장 첫 홈런은 당시 경북고의 류중일 선수가 기록했다. 개장 첫 장외 홈런은 2000년 5월 4일 두산 베어스 김동주가 기록한 좌월 장외 홈런으로, 당시 타구가 떨어진 자리에는 기념비가 서있다.(종합운동장역 5번 출구 부근)
1982년 ~ 1995년까지 펜스 광고가 컬러에서 1996년부터는 컬러를 없애고 초록색 바탕의 광고를 변경했다.
2003년 11월 9일에는 이 야구장에서 최초로 e스포츠 경기인 스타리그 결승전이 열리기도 했다.
2010년 3월 29일에는, 정규 고교 야구 대회 경기로는 최초로 제64회 황금사자기 전국고교야구대회 결승전이 열렸다.
서울종합운동장 야구장을 홈구장으로 사용하는 LG 트윈스는 2009년 홈경기에서 X CANVAS ZONE(구 X-ZONE)라는 명칭의 간이 펜스를 사용, 좌우 펜스는 100m로 동일하나 중앙 펜스는 121m로 조정하여 운영하였다. 2010 시즌에는 X CANVAS ZONE에서 INFINIA ZONE으로 명칭을 바꾸어 사용하였으며, 2011년부터는 사용하지 않기로 결정하였다.
2013년 말 익사이팅 존을 신설하였으며 2013년 시즌 전에는 원정팀 라커룸 신설 및 내야 블루석, 레드석 의자를 교체했다. 2014년에는 옐로우석 의자를 네이비색으로 바꾸는 교체 작업을 진행하였다. 13~14년에 의자 교체 작업을 하면서 좌석 수용 능력은 2만 5천명으로 줄어들었고, 현재 공식적인 좌석수는 24,411석이다. 또한 내야의 흙도 교체했으며 2013년 초 재활용으로 문제가 되었던 펜스도 코발트 블루 색깔로 교체하였다.
2016년에는 사업비 5억원을 들여 테이블 관람석 1000여석을 전면 교체했다. 또 5억원의 사업비를 추가로 투입해 노후와 침하, 파손 등으로 보행자 안전사고 우려가 있는 보행로 정비공사를 통해 보도블록과 배수시설 등 노후된 시설을 전면 개선, 잠실야구장 주변 환경개선공사를 완료했으며, 포수 뒤 파울존의 인조잔디도 실제 잔디 색상과 유사한 것으로 교체했다.
2017년에는 전광판 UI 리뉴얼 및 덕아웃 펜스 높이 보강 공사 등을 실시하였다.
2018년에는 구장 내 3층 좌석 난간을 기존의 철제 안전난간에서 강화 유리로 교체하였으며 파울타구로부터 관중을 지켜주는 그물망도 교체하여 관중의 안전과 시야 개선 모두를 상승시킬 수 있도록 하였다. 그 외에 1·3루 내야출입구의 바닥을 우레탄 재질로 교체하고 CCTV를 40대 추가 설치하였다.
2018 시즌 종료 후 서울시의 예산 10억원으로 흙과 잔디를 전면 교체하는 그라운드 공사에 들어갔다. 또한 1루측과 3루측의 일부 응원석을 오렌지색 좌석으로 교체하였다.
2019 시즌 종료 후 서울시의 예산 13억원으로 외야석 및 내야 블루석 1층의 좌석 교체가 이루어졌다. 외야석은 접이식 의자로 교체하면서 좌석 사이에 공간도 기존보다 조금 넓어졌으며 좌석 숫자는 300석 정도 줄어들었다.
2022년에는 원정팀 시설 개선 공사, 외야 및 내야 펜스 교체, 네이비석 의자 교체, 더그아웃 선수단 계단 안전 강화 등의 작업을 진행했다.

## 사진

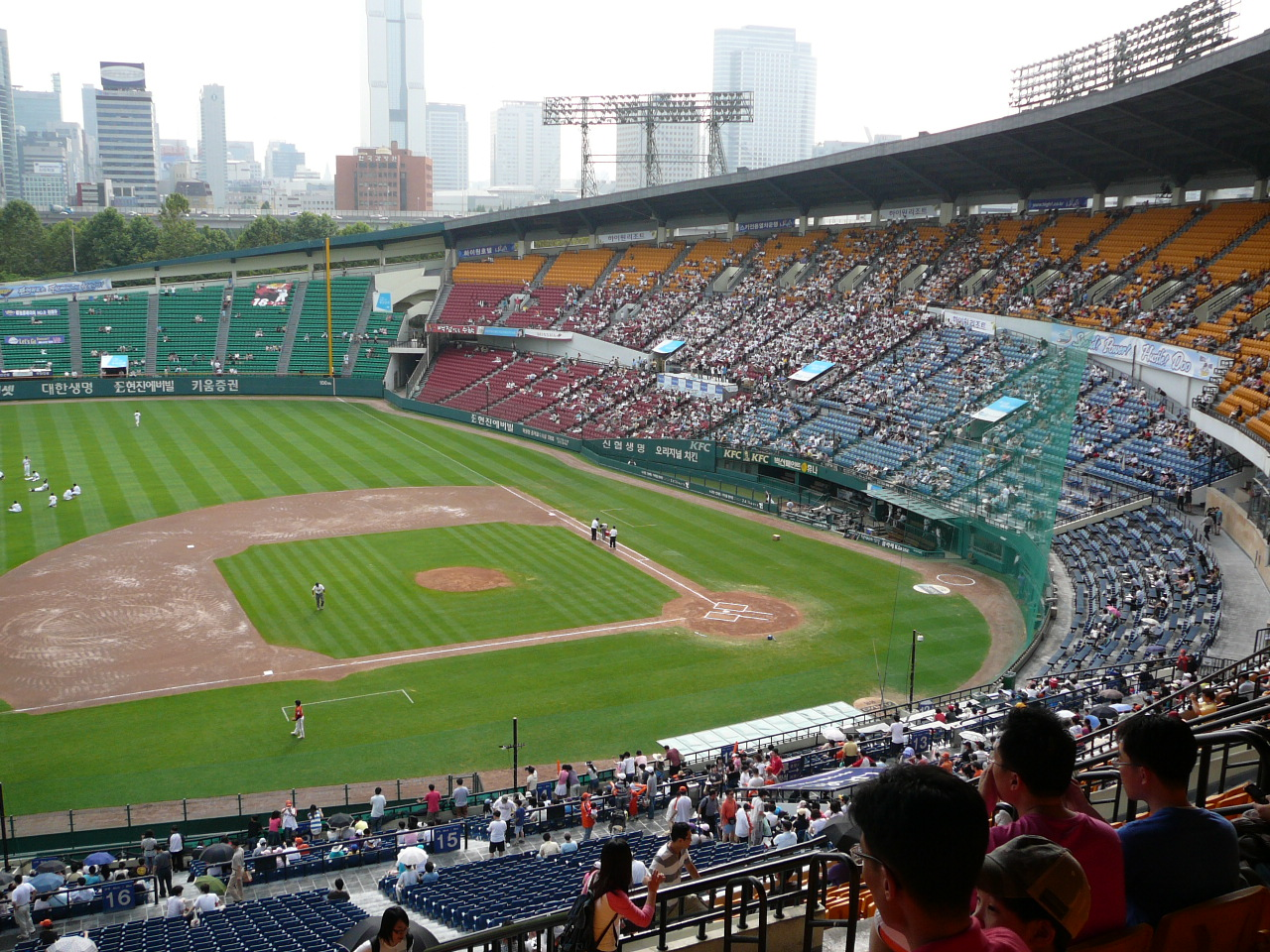
2007년 6월 30일 두산 vs 한화 경기 장면
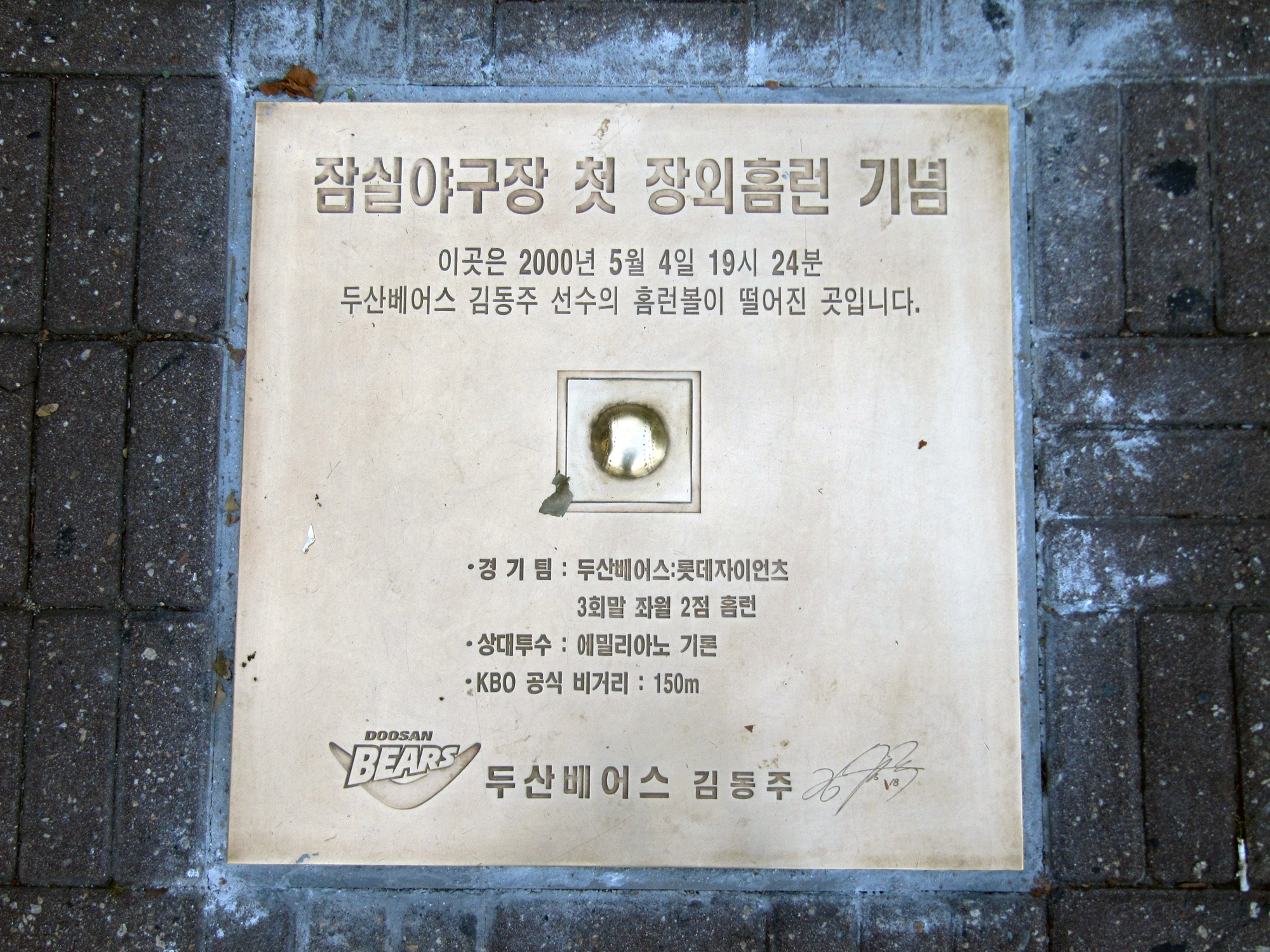
잠실야구장 밖에 설치된 김동주의 장외 홈런 기념판
야간 경기(2012년 9월 8일 - KIA vs LG)
잠실야구장 3루측 불펜[4], 잠실 야구장 불펜은 덕아웃 바로 옆에 붙어있다.
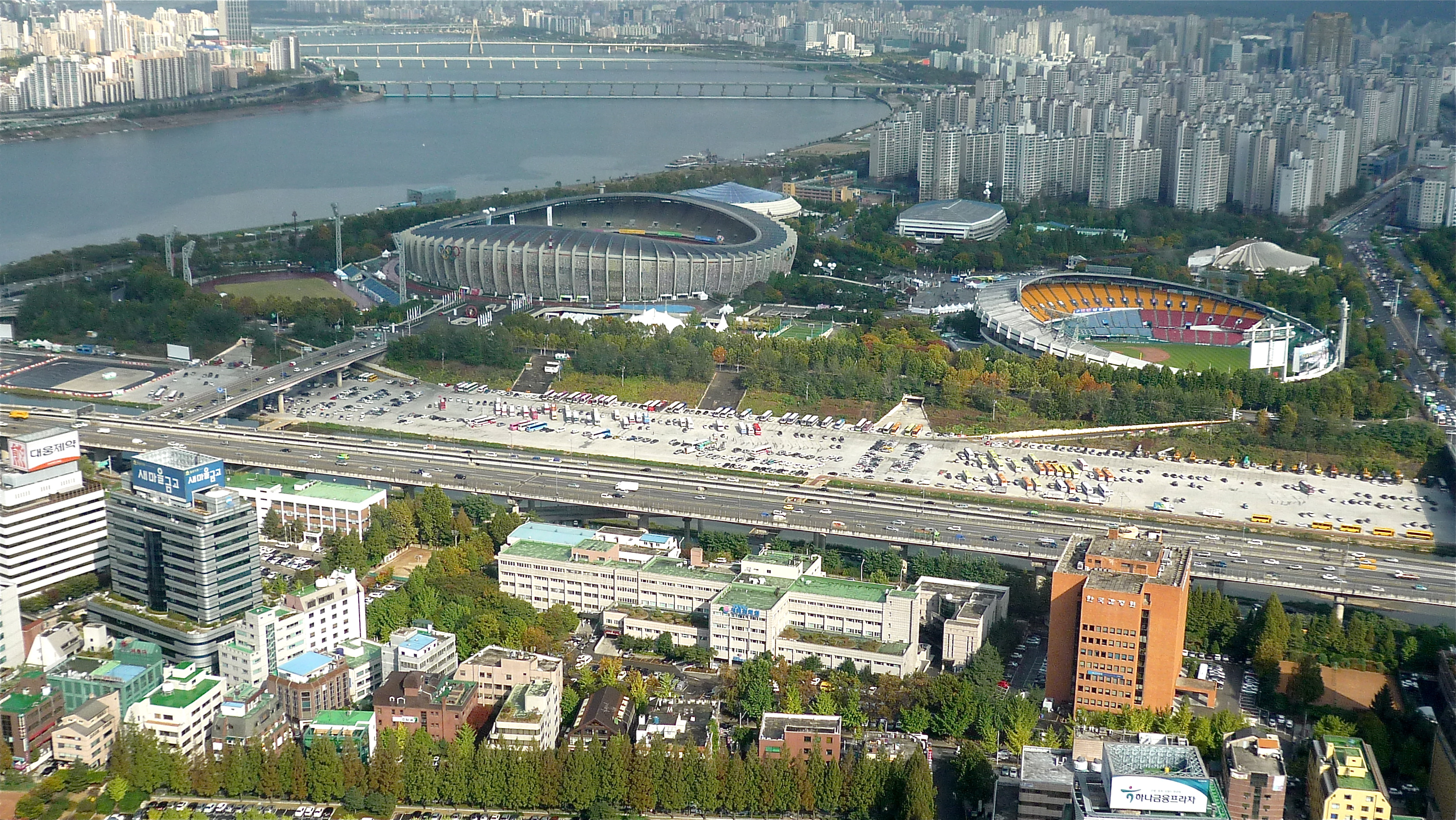
트레이드 타워에서 본 서울올림픽주경기장과 서울종합운동장 야구장

## 같이 보기
- 동대문야구장
- 목동야구장
- 고척스카이돔